# دشترز
دشت رز، روستایی زیبا از توابع بخش عمارلو شهرستان رودبار در استان گیلان ایران است.این روستا در ۲۲ کیلومتری جیرنده  و ۳۴ کیلومتری شهر لوشان قرار دارد.

## جغرافیای طبیعی
آب و هوای این روستا به دلیل قرار گیری در دره رودخانه شاهرود دارای تابستان های گرم و زمستان های معتدل است.مردم این روستا از معدود اقوام منطقه هستند که هنوز تابستان ها به ییلاق می روند و سنت کوچ نشینی در بین آنها همچنان پابرجاست.ییلاقات مردم این روستا شامل ارتفاعات البرز غربی و همچنین بخش هایی از استان قزوین می باشد.
عمده فعالیت مردم دامداری و کشاورزی است.کشت زیتون و برنج عمده محصولات این منطقه است.این روستا در کنار رودخانه شاهرود واقع شده و دارای ظرفیت های بسیاری برای کشاورزی و دامداری می باشد.رودخانه شاهرود جز رودخانه های دائمی ایران محسوب می شود و این روستا با قرارگیری در کنار این رودخانه محل مناسبی برای ماهیگیری می باشد.

## زبان گفتاری
اهالی این روستا به زبان لکی صحبت می کنند.این گویش به عقیده بسیاری از زبان شناسان یکی از گویش های زبان کردی می باشد،گرچه این گویش در سال ۱۳۹۶ به‌طور رسمی به عنوان یک زبان مستقل ایرانی ثبت ملی شد و باعث به وجود آمدن واکنش هایی از سوی برخی گروه ها و اقوام شد.

## جمعیت
این روستا در دهستان جیرنده قرار دارد و براساس سرشماری مرکز آمار ایران در سال ۱۳۸۵، جمعیت آن ۶۴ نفر (۱۶خانوار) بوده‌است. بیشتر اهالی این روستا سال‌هاست در شهر قزوین سکونت می‌کنند.بخش اعظمی از این روستا در زمین لرزه رودبار و منجیل به کلی ویران شد. مردم دشترز به زبان لکی صحبت میکنند.

## ساختار اجتماعی
به عقیده بسیاری مردم این روستا بخشی از ایل غیاثوند می باشند که در گذشته از استان لرستان فعلی به این منطقه کوچ داده شده اند.ولی علیرغم قرابت نزدیک طوایف این روستا با ایل غیاثوند خود بخشی از ایل سلخوری می باشند که بعد از کوچ به این منطقه تحت اتحاد و بخشی از ایل بزرگ غیاثوند درآمدند.دو طایفه بزرگ گل گل سلخوری و اولادی سلخوری اصلی‌ترین تیره‌های این روستا هستند.ساختار اجتماعی این روستا به گونه ای است که اکثر اهالی باهم نسبت خویشاوندی دارند.
سایر تیره های روستای دشترز:

- کریم نژاد
- شعبانی نیا
- آقابیگی
- غیاثوند سلخوری
- سلحشور